# Žaliosios pievos
Žaliosios pievos este o arie protejată (sit de importanță comunitară — SCI) din Lituania întinsă pe o suprafață de 44,6 ha, integral pe uscat.

## Localizare
Centrul sitului Žaliosios pievos este situat la coordonatele 55°33′51″N 24°48′31″E / 55.5641°N 24.8085°E.

## Înființare
Situl Žaliosios pievos a fost declarat sit de importanță comunitară în iunie 2005 pentru a proteja 3 specii de animale.

## Biodiversitate
Situată în ecoregiunea boreală, aria protejată conține 3 habitate naturale: Pajiști fino-scandinave uscate până la mezice, bogate în specii de altitudine mică, Fânețe de joasă altitudine (Alopecurus pratensis, Sanguisorba officinalis), Păduri caducifoliate de mlaștină fino-scandinave.
La baza desemnării sitului se află mai multe specii protejate de  nevertebrate (3): fluturele auriu (Euphydryas aurinia), libelule (Leucorrhinia pectoralis), fluturele purpuriu (Lycaena dispar).
Pe lângă speciile protejate, pe teritoriul sitului au mai fost identificate 2 specii de plante, 1 specie de amfibieni, 4 specii de nevertebrate.